# Vestido Travolta
O Vestido Travolta (também conhecido como Vestido John Travolta) é um vestido que já foi de propriedade de Diana, Princesa de Gales. A peça foi usada pela primeira vez em um jantar de gala na Casa Branca em novembro de 1985. Seu nome é uma homenagem ao ator norte-americano John Travolta, com quem a princesa dançou no jantar.

## Design

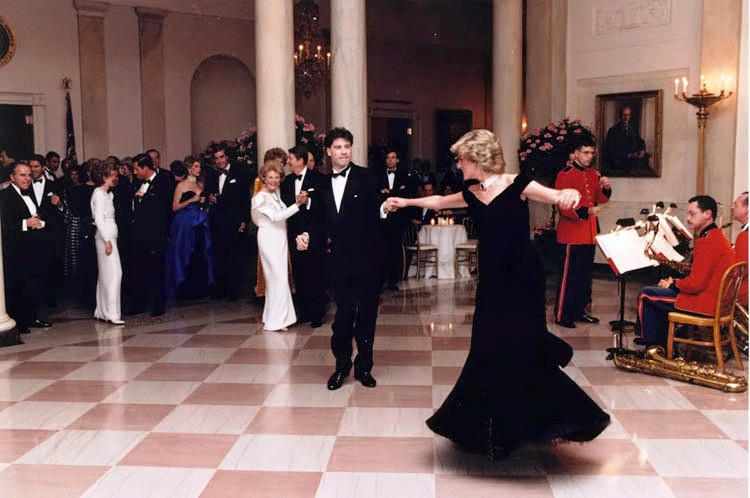
Princesa Diana dançando com John Travolta, usando o vestido Travolta

Desenhado pelo estilista londrino Victor Edelstein, o vestido Travolta é um vestido de gala tomara que caia feito em veludo cor azul meia-noite. Ele foi inspirado na moda eduardiana, dando-lhe um "leve toque de drama de uma fantasia". O jornalista Jackie Modlinger descreveu-o como "dramático em estilo" e "régio em tecido".

## História
Edelstein lembra que a princesa viu uma versão bordô do vestido em seu estúdio e solicitou que fosse feito para ela em azul meia-noite. As provas do vestido ocorreram em seus apartamentos particulares no Palácio de Kensington, em Londres, Inglaterra. Após os ajustes, a princesa ficou tão encantada com o resultado final que correu para mostrá-lo ao Príncipe Charles. Ele supostamente disse-lhe que ela estava linda com o vestido, e que ele seria perfeito para usar com joias.
Diana visitou os Estados Unidos no início de novembro de 1985 com seu marido, o Príncipe Charles. O casal se hospedou na Casa Branca, onde compareceram a um jantar de gala no dia 9 de novembro. Na ocasião, a Princesa de Gales usou o vestido de Edelstein. Ela foi fotografada dançando com o ator John Travolta à música de seu filme de 1977, Saturday Night Fever, no saguão de entrada. As fotos e imagens de TV deles "deslizando pelo recinto" foram amplamente divulgadas ao redor do mundo, e o vestido veio a ser conhecido como o "vestido Travolta".

A Princesa de Gales dançando com John Travolta na Casa Branca, 9 de novembro de 1985

A Princesa de Gales voltou a usar o vestido na Alemanha, em dezembro de 1987, e na estreia do filme Wall Street, em abril de 1988. Ela o usou em seu último retrato oficial, tirado pelo tio do Príncipe Charles, o Conde de Snowdon, em 1997.

## Leilões
Pouco antes de sua morte, em agosto de 1997, Diana solicitou que o vestido fosse vendido em um leilão de caridade. A empresária Maureen Dunkel, da Flórida, Estados Unidos, comprou-o por £100.000, em Nova Iorque, em junho de 1997, junto com outros nove vestidos anteriormente de propriedade da Princesa. O vestido Travolta foi o mais caro vendido no leilão. Quando ela foi à falência em 2011, Dunkel foi forçada a colocá-los em leilão, mas o vestido Travolta foi um dos seis que não foram vendidos. Ele finalmente foi leiloado por Kerry Taylor, em Londres, em 19 de março de 2013, alcançando £240.000 (US$ 362.424), e novamente, sendo o vestido mais caro do leilão. Ele foi comprado por "um cavalheiro britânico como uma surpresa para alegrar sua esposa".
Em 2019, o vestido foi vendido por £264.000 (US$ 325.317) para o Historic Royal Palaces, uma instituição de caridade que cuida de memorabilia real, incluindo roupas e artefatos. O vestido juntou-se à Royal Ceremonial Dress Collection, e pertence ao palácio. O vestido foi posteriormente exposto ao público no Palácio de Kensington, 20 anos após ter deixado o local.